# Passenger
Passenger is de artiestennaam van de Britse singer-songwriter Michael David (Mike) Rosenberg (Brighton and Hove, 17 mei 1984). Passenger heeft in totaal twaalf albums uitgebracht, waaronder het coveralbum Sunday Night Sessions, en verzorgde in 2012 het voorprogramma tijdens de tournee van Ed Sheeran. Hij maakt folk en indiepop en -rock.

## Biografie

### Beginjaren
Rosenberg begon eind 2003 in samenwerking met componist Andrew Phillips Passenger. In 2007 verscheen het debuutalbum Wicked Man's Rest. Dit was het enige album van de twee samen, want in 2009 verliet Phillips de band en ging Rosenberg solo verder als Passenger. Hij werkte als straatmuzikant in Engeland, totdat hij in oktober 2009 naar Australië vertrok om daar verder te gaan in de muziek. Voor zijn eerste soloalbum Flight of the Crow werkte Passenger samen met verschillende Australische muziektalenten, zoals Matt Corby en Lior. Er verscheen een album voor fans in beperkte oplage getiteld Divers and Submarines.
Passenger stond op 12 maart 2012 voor het eerst in Nederland op het podium, als voorprogramma van Ed Sheeran. Sheeran begon net door te breken in Nederland, waardoor het concert dat gepland stond in de Kleine Zaal van de Melkweg verplaatst werd naar The Max. Het concert was volledig uitverkocht.

### All the Little Lights
In juni 2012 bracht Passenger zijn vijfde album uit, getiteld All the Little Lights. Het album werd opgenomen in Sydney met medewerking van verschillende Australische artiesten en werd goed ontvangen in Nederland. Onder andere NU.nl gaf het album vier van de vijf sterren en noemde het 'de komische versie van Ed Sheeran'. 
De eerste single van het album, Let Her Go, werd de doorbraak voor Passenger in Nederland. In week 43 van 2012 werd het nummer 3FM Megahit en kwam op nummer 42 binnen in de Nederlandse Single Top 100. Ook werd het nummer Alarmschijf bij Radio 538. Let Her Go zou uiteindelijk twee weken op nummer 1 staan in de Nederlandse Top 40 en in de Ultratop 50.
Op 20 november 2012 keerde Passenger terug naar Nederland, opnieuw als voorprogramma van Ed Sheeran. Ditmaal deed het duo de Heineken Music Hall in Amsterdam aan, die vele malen groter is dan de zaal van het vorige concert. Inmiddels was Sheeran doorgebroken in Nederland en hij wist de Heineken Music Hall ook uitverkocht te krijgen. Passenger zat op het moment van het concert op het randje van een echte doorbraak, wat na het concert dan ook echt gebeurde.
Passenger kwam in 2013 drie keer naar Nederland als onderdeel van zijn eigen tournee; op 5 februari stond hij in Utrecht in Tivoli, op 6 februari stond hij in Amsterdam in Paradiso en op 27 oktober stond hij in een uitverkochte Heineken Music Hall. Alle drie concerten waren uitverkocht, net zoals de andere concerten van de tournee. Bovendien was Passenger te gast op Pinkpop op 15 juni 2013.

### Whispers
In 2014 kwam Rosenberg met nieuw werk. Voorafgaand aan de verschijning van zijn zesde studioalbum bracht hij achtereenvolgens de singles Scare Away the Dark en Heart's on Fire uit. 
Het album Whispers werd uiteindelijk uitgebracht op 6 juni 2014. Het kan ook wel gezien worden als een voortzetting op het vijfde studioalbum van Passenger, getiteld All the Little Lights. Ook dit genre kan als indiepop of indiefolk omschreven worden. Verder waren de teksten wederom diepgaand, zoals men dat van Mike Rosenberg gewend was. Net als op All the Little Lights had Passenger op de luxeversie enkele akoestische versies aan het album toegevoegd.

### Whispers II
Op 20 april 2015 kwam Rosenberg met het gelijknamige vervolgalbum op Whispers, Whispers II. Het album bevat tien liedjes. Rosenberg bracht eerst de liedjes Travelling Alone, Fear of Fear en David uit via YouTube voordat het album officieel op de planken kwam. Alle winst die door Whispers II gegenereerd werd, ging naar Unicef.

### Young as the Morning Old as the Sea
Op 23 september 2016 kwam het album Young as the Morning Old as the Sea uit. Dit album bevat tien liedjes: Everything, If You Go, When We Were Young, Anywhere, Somebody's Love, Young as the Morning Old as the Sea, Beautiful Birds, The Long Road, Fool's Gold en Home.

### The Boy Who Cried Wolf
In 2017 kwam het album The Boy Who Cried Wolf uit. Ook op dit album staan weer tien liedjes: Simple Song, Sweet Louise, The Boy Who Cried Wolf, Walls, Setting Suns, And I Love Her, Someday, In the End, Thunder and Lighting en Lanterns.

### Sunday Night Sessions
Naast The Boy Who Cried Wolf kwam in 2017 nog een album van Passenger uit, Sunday Night Sessions. Dit album is het eerste coveralbum van Passengers, er staan uitsluitend covers op. Enkele van de covers zijn Hotel California van de Eagles, Losing My Religion van R.E.M. en Vincent van Don McLean.

### Runaway
Op 31 augustus 2018 kwam Passengers tiende soloalbum uit, getiteld Runaway. Dit album bevat wederom tien liedjes, op de luxe-versie staan ook verscheidene live gespeelde liedjes.

### Sometimes It's Something, Sometimes It's Nothing at All
Op 2 mei 2019 verscheen het elfde soloalbum van Passenger, getiteld Sometimes It's Something, Sometimes It's Nothing at All. Het werd uitgebracht door Black Crow Records. Alle inkomsten van dit album gaan naar Shelter, een geregistreerde liefdadigheidsorganisatie die zich inzet voor de beëindiging van de dakloosheid en slechte huisvesting in Engeland en Schotland.

## Discografie

### Albums
| Album met eventuele hitnotering(en) in de Nederlandse Album Top 100 | Datum van verschijnen | Datum van binnenkomst | Hoogste positie | Aantal weken | Opmerkingen   |
| ------------------------------------------------------------------- | --------------------- | --------------------- | --------------- | ------------ | ------------- |
| Wicked Man's Rest                                                   | 2007                  | -                     | -               | -            | met de band   |
| Wide Eyes Blind Love                                                | 20-10-2009            | -                     | -               | -            |               |
| Divers & Submarines                                                 | 2010                  | -                     | -               | -            |               |
| Flight of the Crow                                                  | 24-09-2010            | -                     | -               | -            |               |
| All the Little Lights                                               | 24-02-2012            | 27-10-2012            | 3               | 112          | Goud          |
| Whispers                                                            | 06-06-2014            | 14-06-2014            | 3               | 27           |               |
| Whispers II                                                         | 20-04-2015            | 25-04-2015            | 63              | 1            |               |
| Young as the Morning, Old as the Sea                                | 23-09-2016            | 01-10-2016            | 7               | 16           |               |
| Sunday Night Sessions                                               | 02-07-2017            | -                     | -               | -            | Verzamelalbum |
| The Boy Who Cried Wolf                                              | 28-07-2017            | 05-08-2017            | 16              | 2            |               |
| Runaway                                                             | 31-08-2018            | 08-09-2018            | 9               | 4            |               |
| Sometimes It's Something, Sometimes It's Nothing at All             | 02-05-2019            | -                     | -               | -            |               |
| Patchwork                                                           | 10-07-2020            | -                     | -               | -            |               |
| Songs for the drunk and broken hearted                              | 08-01-2021            | -                     | -               | -            |               |

| Album met hitnotering(en) in de Vlaamse Ultratop 200 albums | Datum van verschijnen | Datum van binnenkomst | Hoogste positie | Aantal weken | Opmerkingen |
| ----------------------------------------------------------- | --------------------- | --------------------- | --------------- | ------------ | ----------- |
| All the Little Lights                                       | 2012                  | 24-11-2012            | 7               | 96           |             |
| Whispers                                                    | 2014                  | 14-06-2014            | 8               | 28           |             |
| Whispers II                                                 | 2015                  | 02-05-2015            | 86              | 1            |             |
| Young as the Morning, Old as the Sea                        | 2016                  | 01-10-2016            | 7               | 22           |             |
| The Boy Who Cried Wolf                                      | 2017                  | 05-08-2017            | 70              | 2            |             |
| Runaway                                                     | 2018                  | 08-09-2018            | 11              | 8            |             |

### Singles
| Single met eventuele hitnotering(en) in de Nederlandse Top 40 | Datum van verschijnen | Datum van binnenkomst | Hoogste positie | Aantal weken | Opmerkingen |
| ------------------------------------------------------------- | --------------------- | --------------------- | --------------- | ------------ | --- |
| Let Her Go                                                    | 05-11-2012            | 27-10-2012            | 1(2wk)          | 24           | Nr. 2 in de Single Top 100 / Alarmschijf / Platina / Met 129 weken de langstgenoteerde single in de Single Top 100 |
| Holes                                                         | 15-02-2013            | 16-02-2013            | 34              | 4            | Nr. 56 in de Single Top 100                                                                                        |
| The Wrong Direction                                           | 2013                  | 19-10-2013            | 28              | 7            | Nr. 53 in de Single top 100                                                                                        |
| Heart's on Fire                                               | 2014                  | -                     | tip 13          | -            | Nr. 85 in de Single Top 100                                                                                        |
| Scare Away the Dark                                           | 2014                  | -                     | tip 8           | -            | |
| Golden Leaves                                                 | 2014                  | -                     | tip 21          | -            | |
| Anywhere                                                      | 2016                  | -                     | tip 10          | -            | |

| Single met hitnotering(en) in de Vlaamse Ultratop 50 | Datum van verschijnen | Datum van binnenkomst | Hoogste positie | Aantal weken | Opmerkingen                 |
| ---------------------------------------------------- | --------------------- | --------------------- | --------------- | ------------ | --------------------------- |
| Let Her Go                                           | 2012                  | 17-11-2012            | 1(2wk)          | 26           | Nr. 1 in de Radio 2 Top 30  |
| Holes                                                | 2013                  | -                     | tip 12          | -            | Nr. 28 in de Radio 2 Top 30 |
| The Wrong Direction                                  | 2013                  | -                     | tip 41          | -            |                             |
| Heart's on Fire                                      | 2014                  | -                     | tip 3           | -            |                             |
| Scare Away the Dark                                  | 2014                  | -                     | tip 23          | -            |                             |
| 27                                                   | 2014                  | -                     | tip 83          | -            |                             |
| Somebody's Love                                      | 2016                  | -                     | tip 6           | -            |                             |
| Anywhere                                             | 2016                  | -                     | tip             | -            |                             |
| Beautiful Birds                                      | 2016                  | -                     | tip             | -            | met Birdy                   |
| Hell or High Water                                   | 2018                  | -                     | tip             | -            |                             |
| Heart to Love                                        | 2018                  | -                     | tip             | -            |                             |
| Survivors                                            | 2018                  | -                     | tip             | -            |                             |
| The Way That I Love You                              | 2020                  | -                     | tip             | -            |                             |

### NPO Radio 2 Top 2000
| Nummers met noteringen in de NPO Radio 2 Top 2000 | '12 | '13 | '14  | '15  | '16  | '17  | '18 | '19 | '20 | '21 | '22 | '23 | '24 |
| ------------------------------------------------- | --- | --- | ---- | ---- | ---- | ---- | --- | --- | --- | --- | --- | --- | --- |
| Holes                                             | ×   | -   | 885  | 1267 | 1399 | 1880 | -   | -   | -   | -   | -   | -   | -   |
| Let Her Go                                        | 351 | 89  | 94   | 175  | 204  | 274  | 429 | 521 | 567 | 648 | 666 | 591 | 713 |
| The Wrong Direction                               | ×   | -   | 1044 | 1527 | -    | -    | -   | -   | -   | -   | -   | -   | -   |

1. ↑  Een '-' betekent dat het nummer niet was genoteerd, een '×' betekent dat het nummer nog niet was uitgebracht en een vetgedrukt getal geeft de hoogste notering van een nummer aan.
2. ↑  2012 was het eerste jaar met een notering voor Passenger.